# Jean-Claude R. Alphen
Jean-Claude Ramos Alphen (Rio de Janeiro, 1965) é um escritor e ilustrador brasileiro.
Depois de passar a infância na França, país natal de seu pai, voltou para o Brasil, país natal da sua mãe, em 1976. Formou-se em Marketing e Publicidade na ESPM- Escola Superior de Propaganda e Marketing. Na década de 1980, trabalhou como chargista e caricaturista nos jornais Marco Zero e Jornal da Tarde do grupo Estado. Na década de 1990, começou a trabalhar com literatura infantil, inicialmente como ilustrador. Um sujeito sem qualidades ganhou o Prêmio Glória Pondé de literatura infanto-juvenil de 2010. Prêmio Jabuti 2017 primeiro lugar na categoria melhor ilustração de livro infantil e juvenil. 

## Obras como autor
- A outra história de Pedro e o lobo - Salamandra, 2018
- Talvez eu seja um elefante - Melhoramentos, 2017
- Moi, Maman, Papa et Lindolfo - L'atelier du poisson soluble ( France), 2017
- Super - Pulo do Gato, 2017
- A outra história de Cachinhos Dourados - Salamandra, 2017
- Pinóquia - Melhoramentos, 2017
- O patinho matemático -  Melhoramentos, 2017
- Escondida - SM, 2016
- Não vou tomar banho hoje! -  Salamandra, 2016
- Adélia - Pulo do Gato, 2016
- A outra história de Chapeuzinho Vermelho" - Salamandra, 2016
- A inacreditável história de 2 crianças perdidas - Cia das Letrinhas, 2016
- Otávio não é um porco-espinho! - SM, 2015
- Os Nada-a-ver - Cia das Letrinhas, 2015
- Zan - Manati, 2014
- Risadinha - Scipione, 2014
- O mundo de Papel - Editora Jujuba, 2013
- A semana dos monstros - Editora Positivo, 2013
- O menino-vazio - Editora Jujuba, 2012
- A Bruxinha e o Dragão - Cia das Letrinhas , 2012
- Tati é especial - Scipione, 2011
- Um sujeito sem qualidades - Scipione, 2010
- O Rei distraído - Cia das Letrinhas, 2010
- Bruno e João - Editora Jujuba, 2009
- É o bicho! - Cia das Letrinhas, 2009
- Cabeça de Sol - Editora Rocco, 2008

## Obras como ilustrador
- 1992

The ABC of Nature, de Amadeu Marques - Ática
- 1993

A funny feeling, de Lia Neiva - Ática
Home Sweet Home - Ática
- 1995

Um dia de matar, de Natalino Martins- Saraíva
A garota e o Roqueiro, de Luiz Antonio Aguiar - Saraíva
Dorotéia, de Ricardo Gouveia - Saraíva
- 1996

Sabor de vitória - Saraíva
- 1998

Mistério de Natal, de Jostein Gaarder - Cia das Letrinhas
- 1999

O Anjo linguarudo, de Walcyr Carrasco - Moderna
- 2002

Quém comeu as historinhas?, de Januária Alves - Caramelo
O pequeno polegar - Editora Scipione
- Série O Cachorrinho Samba, de Maria José Dupré - Ática

Samba na Floresta
O cachorrinho Samba
Samba na Fazenda
A mina encantada
A mina de Ouro
- 2005

Mini Larousse do Esporte, de Diego Rodrigues - Larousse
Mamãe é Mulher do Pai e outras histórias, de Werner Zotz - Editora Letras Brasileiras
- 2006

Os melhores recordes Mundiais do Guinness World Records - Ediouro
- 2007

Bicho-Papão pra gente pequena, Bicho-Papão pra gente grande, de Sônia Travassos - Rocco
Vic de Cristiane Dantas, - Editora SM
A porta estava aberta, de Pauline Alphen - Cia das Letrinhas
Se eu fosse, de Luiza Meyer - Letras Brasileiras
- 2008

Meus vizinhos são um terror, de Telma Gumarães - Editora Positivo
Limeriques da Cocanha, de Tatiana Belinky - Cia das Letrinhas
Girafa tem Torcicolo, de Guilherme Domenichelli - Panda Books
- 2009

A Menina dos Pais-Crianças, de Kiara Terra - Ática
Sem Brincadeira, de Sônia Junqueira e Félix Henrique - Positivo
Macacote  e Porco-Pança, de Ruth Rocha - Salamandra
A Fantástica máquina dos Bichos, de Ruth Rocha - Salamandra
Que história é essa?, de Flávio de Souza - Cia das Letrinhas
Acorde o Sol Don Aderbal!, de Monika Papescu - Autêntica
A vaca fotógrafa, de Adriano Messias - Positivo
- 2010

Irmãs de Pelúcia, de Andréa del Fuego - Scipione
Fábulas de Esopo, de Ruth Rocha - Salamandra
O herói confabulando, de Flávia Savary - Positivo
Beto o carneiro, de Ana Maria Machado - Salamandra
- 2011

Juca e os anões amarelos, de Jostein Gaarder - Cia das Letrinhas
Tanto-faz-como-tanto-fez, de Maria Amália Camargo - Moderna
Laís a Fofinha, de Walcyr Carrasco - Ática
O Sapo e o poço, de Julio Emilio Braz - Paulinas
A Troca, de Bia Hetzel - Manati
Macacada, de Maurício Veneza - Positivo
Bichos Sinistros, de Humberto Conzo Junior - WMF
Contos de Grimm, selecionados e traduzidos por Ana Maria Machado - Salamandra